# Eccoptoptera
Eccoptoptera é um género de coleópteros carabídeos pertencente à subfamília Anthiinae.

## Espécies
O género Eccoptoptera contém as seguintes espécies:
- Eccoptoptera cupricollis Chaudoir, 1878
- Eccoptoptera mutilloides (Bertoloni, 1857)